# 約翰遜斯 (加利福尼亞州)
約翰遜斯（英語：Johnsons）是位於美國加利福尼亞州洪堡縣的一個非建制地區。該地的面積和人口皆未知。

## 地理
約翰遜斯的座標為41°21′01″N 123°52′19″W / 41.35028°N 123.87194°W，而該地的平均海拔高度為55米（即180英尺）。